# Alajuela (provins)
Alajuela är en provins i Costa Rica. Den är belägen i den nord-centrala delen av landet och gränsar till Nicaragua i norr. Förutom Nicaragua gränsar provinsen även mot provinserna Heredia, San José, Puntarenas och Guanacaste. Den administrativa huvudorten är Alajuela. Provinsen täcker ett område på 9 757,53 kvadratkilometer, och hade en beräknad folkmängd av 876 073 invånare i mitten av 2010.

## Administrativ indelning
Provinsen är indelad i 15 kantoner:

1. Alajuela
2. Alfaro Ruiz
3. Atenas
4. Grecia
5. Guatuso
6. Los Chiles
7. Naranjo
8. Orotina
9. Palmares
10. Poás
11. San Carlos
12. San Mateo
13. San Ramón
14. Upala
15. Valverde Vega

Provinsen Alajuelas läge i Costa Rica.
Karta över provinsens kantoner.